# Оттавский договор
Отта́вский догово́р или Конве́нция о запре́те противопехо́тных мин — договор о запрещении применения, накопления запасов, производства и передачи противопехотных мин и об их уничтожении. Договор предусматривает полное уничтожение всех запасов противопехотных мин ненаправленного действия (за исключением небольшого количества мин, необходимых для обучения разминированию) и ликвидацию минных полей.
На 14 декабря 2017 года участниками договора являлись 163 государства. После вторжения России на Украину государства Балтии и Финляндия заявили, что рассматривают возможность отказа от конвенции.

## Конвенция о конкретных видах обычного вооружения и Протокол II
В 1980 году ООН была принята Конвенция о конкретных видах обычного оружия, запрещающая или ограничивающая применение видов оружия, которые могут считаться наносящими чрезмерные повреждения или имеющими неизбирательное действие. В Протоколе II к тексту конвенции, опубликованном в 1983 году и ограничивающем способы ведения минной войны, давалось определение терминов «мина» и «дистанционно устанавливаемая мина», но не проводилось чёткого различия между противопехотными и противотранспортными минами. Протокол был к тому же ратифицирован только 65 странами.
За первые десять лет, прошедшие после подписания Протокола II, обнаружилось его слабое влияние на применение мин в конфликтах, имевших место в этот период. Одной из проблем было то, что Протокол регламентировал применение мин в международных конфликтах, а большинство жертв минной войны приходилось на внутренние, религиозные и межэтнические конфликты. Протокол, запрещавший применение мин против гражданского населения, также не регламентировал избирательность действия и время активного состояния после их установки.
В 1995 году по решению Генеральной Ассамблеи ООН был подготовлен расширенный проект протокола, принятый в следующем году на конференции стран-участниц Конвенции 1980 года. Новый протокол включал детальные определения противопехотных мин, мин-ловушек, дистанционного управления и других терминов и более жёстко регламентировал требования к конструкции и способам применения мин, включая механизмы самонейтрализации и самодеактивации для дистанционно устанавливаемых мин. Запрещались передача и экспорт противопехотных мин сторонам, не связанным положением Протокола. К 2004 году своё согласие с положениями нового Протокола выразили 70 стран. В число этих стран входят Израиль, Индия, КНР, Пакистан и Российская Федерация, не являющиеся участниками Конвенции 1980 года.

## Оттавский процесс
Параллельно с усилиями по детализации Протокола II в октябре 1996 года по инициативе правительства Канады была собрана международная конференция по полному запрету производства, хранения, экспорта и применения противопехотных мин. В конференции участвовали представители 50 государств -организаторов и 24 стран-наблюдателей при активной поддержке неправительственных организаций, в том числе Международного Красного Креста, и она положила начало так называемому Оттавскому процессу, целью которого стала выработка и подписание в течение одного года договора о запрещении противопехотных мин. В число стран-инициаторов входили развитые западные страны, заинтересованные в проведении гуманитарных и миротворческих акций в «горячих точках»; развивающиеся страны, больше всего страдающие от применения мин во внутренних конфликтах и нуждающиеся в помощи по разминированию своей территории; и страны-нейтралы, не производящие противопехотные мины.
Всего за один год усилия стран-членов Оттавского процесса, собиравшихся на конференции в Вене (февраль 1997), Брюсселе (июль 1997) и Осло (сентябрь 1997), привели к тому, что в декабре 1997 года на заключительной конференции в Оттаве Договор о запрещении применения, накопления, производства и передачи противопехотных мин и их уничтожении был подписан представителями 122 стран. За четыре месяца договор ратифицировали 40 стран, и он вступил в силу.

## Положения и страны-участницы Оттавского договора
Договор предусматривает полный отказ от применения противопехотных мин, прекращение их производства и накопления, уничтожение запасов в четырёхлетний срок (за исключением минимального количества, необходимого для разработки методов обнаружения и извлечения или уничтожения) и разминирование минных полей в десятилетний срок. Текст договора включает описание мер проверки выполнения его положений, включая передачу Генеральному секретарю ООН отчётов о принимаемых мерах. Под действие договора не попадают противотанковые мины с элементом неизвлекаемости (несмотря на мнение части стран-участников о том, что их следует рассматривать и как противопехотный боезапас) и управляемые осколочные противопехотные мины направленного поражения (типа «Клеймор»).
По состоянию на 14 декабря 2017 года в мире насчитывалось 163 государства-участников договора. 30 государств не являлись участниками договора. Одно государство подписало, но не ратифицировало конвенцию. В число стран, отказавшихся подписать договор, входят три из пяти постоянных членов СБ ООН: КНР, Российская Федерация и США, а также Индия, Пакистан и большое количество ближневосточных государств. Многие из этих стран заявили о принципиальном согласии с положениями договора и намерении присоединиться к нему «в разумные сроки».

В начале 2025 года Эстония, Латвия, Литва и Польша объявили о намерении выйти из числа стран, подписавших Оттавский договор. Мотивом для такого шага они назвали значительно возросшую по сравнению с 1997 годом угрозу российского вторжения. Руководство Польши также заявило о готовности выйти из числа стран — членов Дублинской конвенции по кассетным боеприпасам. В апреле 2025 года о намерении выйти из договора заявила Финляндия. Министерство обороны страны назвало мины простым оружием, пригодным для защиты российско-финской границы. В июне 2025 года финский парламент официально проголосовал за выход из договора. В том же месяце президент Украины Владимир Зеленский подписал указ о выходе страны из Оттавского договора. Ожидается, что вопрос будет рассмотрен в парламенте в середине июля. Де-юре выход Украины из договора осложняется положениями статьи 20, согласно которым выход государства-участника, вовлечённого в вооружённый конфликт, вступает в силу лишь после завершения конфликта.

## Уничтожение запасов противопехотных мин
В ходе реализации Оттавского договора уничтожались запасы противопехотных мин стран-участниц (иногда за счет собственных средств государства-участника, иногда за счет иностранного финансирования):
- Молдова в 2002 году стала первой страной СНГ, которая уничтожила все запрещённые Оттавским договором противопехотные мины (кроме тех, что находились на территории неконтролируемой официальным Кишиневом Приднестровской Молдавской Республики)[14];
- Таджикистан уничтожил свои последние противопехотные мины в 2004 году[15];
- Мозамбик в 2015 году был объявлен страной, полностью свободной от противопехотных мин[16].
- Польша. В декабре 2016 года официально объявлено о ликвидации всех запрещённых Оттавским договором противопехотных мин в Польше. Ликвидация прошла быстро — договор вступил в силу для Польши с 1 июня 2013 года. Всего в Польше было уничтожено более 1 млн противопехотных мин[17].
- Беларусь. В апреле 2017 года последние запрещённые противопехотные мины были уничтожены в Беларуси. Уничтожение мин в Беларуси заняло около 3-х лет и производилось при финансовой поддержке Евросоюза. Всего на уничтожение противопехотных мин в Беларуси ЕС потратил около 4 млн евро. Для ликвидации мин в Речице был создан центр, который обеспечивал работой 17 человек[18].

По состоянию на 2006 год ситуация в 151 стране-участнице Оттавского договора была следующей:
- 74 государства уничтожили свои минные арсеналы;
- 64 государства никогда не имели противопехотных мин;
- 13 государств сохраняли минные арсеналы.

Согласно докладу 2010 года ситуация в 151 стране-участнице была следующей:
- 86 государств уничтожили свои минные арсеналы;
- 64 государства никогда не имели противопехотных мин (кроме использования в учебных целях);
- 1 государство (Экваториальная Гвинея) не предоставило информации, но предположительно противопехотных мин не имело;
- 5 государств сохранили минные арсеналы — Беларусь, Ирак, Греция, Турция и Украина.

С 2010 года к договору присоединились ещё 6 стран: Южный Судан, Тувалу, Финляндия, Польша, Сомали и Оман. Согласно докладу 2016 года мины сохранялись у властей 7 стран-участниц, а Тувалу не сообщило официальных сведений, но предположительно минами не обладает. С учётом полного уничтожения в 2017 году мин в Беларуси, только 6 — 7 стран-участниц обладают минами.
Срок очистки территории государства от противопехотных мин зависит от наличия финансирования, а также от объёма минного арсенала и наличия (отсутствия) минных полей. Уничтожение противопехотных мин может происходить и в условиях вооруженного конфликта. Например, Украина уничтожает противопехотные мины в условиях войны на Донбассе. Арсенал Украины огромен — 6 млн противопехотных мин по состоянию на 2011 год. В ноябре 2016 года объявлено об уничтожении из этих запасов 1 млн мин. Соглашение об уничтожении мин Украина заключила в сентябре 2015 года. Согласно этому документу, мины уничтожают на заводе в Павлограде, а финансирование осуществляют власти Украины (0,25 евро на каждую мину) и НАТО (1,08 евро на каждую мину).
Греция вывозила свои противопехотные мины для уничтожения на завод «Миджур» в Болгарию. Однако в 2014 году на этом предприятии произошел взрыв (погибли 15 человек), завод лишился лицензии на утилизацию, и в 2018 году сообщили, что Болгария вернула в Грецию 200 тысяч противопехотных мин.

## Сохраненные мины в странах-участницах договора
Оттавский договор разрешает странам-участницам оставлять некоторое количество запрещённых противопехотных мин для обучения разминированию. Конкретное число «удержанных» мин в договоре не указано. Однако оно значительно. В докладе 2006 года сообщалось, что 69 стран-участниц Оттавского договора «удержали» от уничтожения в общей сложности более 227 тыс. противопехотных мин. При этом большинство стран не отчитывались, на какие цели используются «удержанные» мины. По состоянию на 2006 год 71 страна-участница Оттавского договора решила не оставлять ни одной мины. Большинство «удержанных» для обучения мин по состоянию на 2006 год находилось в 5 странах: Бразилия, Турция, Алжир, Бангладеш и Швеция.
В докладе 2016 года сообщалось, что 71 государство-участник «удержало» 158 776 мин. Больше всего (более 10 тыс. противопехотных мин каждая) «удержали» три страны — Финляндия, Турция и Бангладеш. По состоянию на 2016 год 86 стран-участниц Оттавского договора не оставили ни одной мины.

## Снятие минных полей: страны, свободные от противопехотных мин
Статья 5 Оттавского договора предусматривает ликвидацию минных полей в странах-участницах в 10-летний срок. Доклад «Landmine Monitor 2017» называет 27 стран-участников Оттавского договора, где такая ликвидация завершена и которые стали свободными от мин (данные на ноябрь 2017 года):
- Албания
- Алжир
- Болгария
- Бурунди
- Бутан
- Венгрия
- Венесуэла
- Гамбия
- Гватемала
- Гвинея-Бисау
- Германия
- Гондурас
- Греция
- Дания
- Замбия
- Республика Конго
- Коста-Рика
- Северная Македония
- Малави
- Мозамбик
- Никарагуа
- Руанда
- Эсватини
- Суринам
- Тунис
- Уганда
- Франция

## Нарушения договора
Украина, ратифицировавшая договор в 2006 году, нарушила его, применив противопехотные мины в 2022 году, а также получив их из США в 2024 году.

## Финансирование разминирования
Суммарный объём международного финансирования противоминной деятельности в 2005 году составил 376 млн долларов США. Основными донорами были США, ЕС и Япония.

## Пострадавшие от мин в странах-участницах договора
За 2015 год число пострадавших от противопехотных мин по странам-участницам договора составило:
- Афганистан — 1310 человек;
- Йемен — 988 человек;
- Украина — 589 человек;
- Колумбия — 221 человек;
- Мали — 167 человек;
- Камбоджа — 111 человек;
- Судан — 104 человека.

О судьбе пострадавших от противопехотных мин можно судить по данным из Афганистана за 2014 год. В Афганистане в 2014 году от противопехотных мин пострадали 1296 человек, из которых погибли 575 человек и 721 человек был ранен.

## Мнения
Лауреат Нобелевской премии мира 1997 года Джоди Уильямс назвала готовность Канады выйти из привычных рамок дипломатического процесса ключевым элементом в успехах движения за запрещение противопехотных мин.

## Страны, ратифицировавшие конвенцию или присоединившиеся к ней
| Страны-участницы конференции 3 декабря 1997 года |

| Государство                       | Ратификация или присоединение к договору | Вступление в силу     | Статус         |
| --------------------------------- | ---------------------------------------- | --------------------- | -------------- |
| Австралия                         | 14 января 1999 года                      | 1 июля 1999 года      | ратифицировало |
| Австрия                           | 29 июня 1998 года                        | 1 марта 1999 года     | ратифицировало |
| Албания                           | 29 февраля 2000 года                     | 1 августа 2000 года   | ратифицировало |
| Алжир                             | 9 октября 2001 года                      | 1 апреля 2002 года    | ратифицировало |
| Андорра                           | 29 июня 1998 года                        | 1 марта 1999 года     | ратифицировало |
| Ангола                            | 5 июля 2002 года                         | 1 января 2003 года    | ратифицировало |
| Антигуа и Барбуда                 | 3 мая 1999 года                          | 1 ноября 1999 года    | ратифицировало |
| Аргентина                         | 14 сентября 1999 года                    | 1 марта 2000 года     | ратифицировало |
| Афганистан                        | 11 сентября 2002 года                    | 1 марта 2003 года     |                |
| Багамские Острова                 | 31 июля 1998 года                        | 1 марта 1999 года     | ратифицировало |
| Бангладеш                         | 6 сентября 2000 года                     | 1 марта 2001 года     | ратифицировало |
| Барбадос                          | 26 января 1999 года                      | 1 июля 1999 года      | ратифицировало |
| Белиз                             | 23 апреля 1998 года                      | 1 марта 1999 года     | ратифицировало |
| Беларусь                          | 3 сентября 2003 года                     | 1 марта 2004 года     | ратифицировало |
| Бельгия                           | 4 сентября 1998 года                     | 1 марта 1999 года     | ратифицировало |
| Бенин                             | 25 сентября 1998 года                    | 1 марта 1999 года     | ратифицировало |
| Болгария                          | 4 сентября 1998 года                     | 1 марта 1999 года     | ратифицировало |
| Боливия                           | 9 июня 1998 года                         | 1 марта 1999 года     | ратифицировало |
| Босния и Герцеговина              | 8 сентября 1998 года                     | 1 марта 1999 года     | ратифицировало |
| Ботсвана                          | 1 марта 2000 года                        | 1 сентября 2000 года  | ратифицировало |
| Бразилия                          | 30 апреля 1999 года                      | 1 октября 1999 года   | ратифицировало |
| Бруней                            | 24 апреля 2006 года                      | 1 октября 2006 года   | ратифицировало |
| Буркина-Фасо                      | 16 сентября 1998 года                    | 1 марта 1999 года     | ратифицировало |
| Бурунди                           | 22 октября 2003 года                     | 1 апреля 2004 года    | ратифицировало |
| Бутан                             | 18 августа 2005 года                     | 1 февраля 2006 года   | присоединилось |
| Вануату                           | 16 сентября 2005 года                    | 1 марта 2006 года     | ратифицировало |
| Ватикан                           | 17 февраля 1998 года                     | 1 марта 1999 года     | ратифицировало |
| Великобритания                    | 31 июля 1998 года                        | 1 марта 1999 года     | ратифицировало |
| Венгрия                           | 6 апреля 1998 года                       | 1 марта 1999 года     | ратифицировало |
| Венесуэла                         | 14 апреля 1999 года                      | 1 октября 1999 года   | ратифицировало |
| Габон                             | 8 сентября 2000 года                     | 1 марта 2001 года     | ратифицировало |
| Гаити                             | 15 февраля 2006 года                     | 1 августа 2006 года   | ратифицировало |
| Гайана                            | 5 августа 2003 года                      | 1 февраля 2004 года   | ратифицировало |
| Гамбия                            | 23 сентября 2002 года                    | 1 марта 2003 года     | ратифицировало |
| Гана                              | 30 июня 2000 года                        | 1 декабря 2000 года   | ратифицировало |
| Гватемала                         | 26 марта 1999 года                       | 1 сентября 1999 года  | ратифицировало |
| Гвинея                            | 8 октября 1998 года                      | 1 апреля 1999 года    | ратифицировало |
| Гвинея-Бисау                      | 22 мая 2001 года                         | 1 ноября 2001 года    | ратифицировало |
| Германия                          | 23 июля 1998 года                        | 1 марта 1999 года     | ратифицировало |
| Гондурас                          | 24 сентября 1998 года                    | 1 марта 1999 года     | ратифицировало |
| Гренада                           | 19 августа 1998 года                     | 1 марта 1999 года     | ратифицировало |
| Греция                            | 25 сентября 2003 года                    | 1 марта 2004 года     | ратифицировало |
| Дания                             | 8 июня 1998 года                         | 1 марта 1999 года     | ратифицировало |
| Джибути                           | 18 мая 1998 года                         | 1 марта 1999 года     | ратифицировало |
| Доминика                          | 26 марта 1999 года                       | 1 сентября 1999 года  | ратифицировало |
| Доминиканская Республика          | 30 июня 2000 года                        | 1 декабря 2000 года   | ратифицировало |
| Замбия                            | 23 февраля 2001 года                     | 1 августа 2001 года   | ратифицировало |
| Зимбабве                          | 18 июня 1998 года                        | 1 марта 1999 года     | ратифицировало |
| Индонезия                         | 20 февраля 2007 года                     | 1 августа 2007 года   | ратифицировало |
| Иордания                          | 13 ноября 1998 года                      | 1 марта 1999 года     | ратифицировало |
| Ирак                              | 15 августа 2007 года                     | 1 февраля 2008 года   | присоединилось |
| Ирландия                          | 3 декабря 1997 года                      | 1 марта 1999 года     | ратифицировало |
| Исландия                          | 5 мая 1999 года                          | 1 октября 1999 года   | ратифицировало |
| Испания                           | 19 января 1999 года                      | 1 июля 1999 года      | ратифицировало |
| Италия                            | 23 апреля 1999 года                      | 1 октября 1999 года   | ратифицировало |
| Йемен                             | 1 сентября 1998 года                     | 1 марта 1999 года     | ратифицировало |
| Кабо-Верде                        | 14 мая 2001 года                         | 1 октября 2001 года   | ратифицировало |
| Камбоджа                          | 28 июля 1999 года                        | 1 января 2000 года    | ратифицировало |
| Камерун                           | 19 сентября 2002 года                    | 1 марта 2003 года     | ратифицировало |
| Канада                            | 3 декабря 1997 года                      | 1 марта 1999 года     | ратифицировало |
| Катар                             | 13 октября 1998 года                     | 1 апреля 1999 года    | ратифицировало |
| Кения                             | 23 января 2001 года                      | 1 июля 2001 года      | ратифицировало |
| Республика Кипр                   | 17 января 2003 года                      | 1 июля 2003 года      | ратифицировало |
| Кирибати                          | 7 сентября 2000 года                     | 1 марта 2001 года     | присоединилось |
| Колумбия                          | 6 сентября 2000 года                     | 1 марта 2001 года     | ратифицировало |
| Коморы                            | 19 сентября 2002 года                    | 1 марта 2003 года     | ратифицировало |
| Республика Конго                  | 4 мая 2001 года                          | 1 октября 2001 года   | присоединилось |
| Демократическая Республика Конго  | 2 мая 2002 года                          | 1 октября 2002 года   | присоединилось |
| Коста-Рика                        | 17 марта 1999 года                       | 1 сентября 1999 года  | ратифицировало |
| Кот-д’Ивуар                       | 30 июня 2000 года                        | 1 декабря 2000 года   | ратифицировало |
| Кувейт                            | 30 июля 2007 года                        | 1 января 2008 года    | присоединилось |
| Острова Кука                      | 17 марта 2006 года                       | 1 сентября 2006 года  | ратифицировало |
| Латвия                            | 1 июля 2005 года                         | 1 января 2006 года    | присоединилось |
| Лесото                            | 2 декабря 1998 года                      | 1 июня 1999 года      | ратифицировало |
| Либерия                           | 23 декабря 1999 года                     | 1 июня 2000 года      | присоединилось |
| Литва                             | 12 мая 2003 года                         | 1 октября 2003 года   | ратифицировало |
| Лихтенштейн                       | 5 октября 1999 года                      | 1 апреля 2000 года    | ратифицировало |
| Люксембург                        | 14 июня 1999 года                        | 1 декабря 1999 года   | ратифицировало |
| Маврикий                          | 3 декабря 1997 года                      | 1 марта 1999 года     | ратифицировало |
| Мавритания                        | 21 июля 2000 года                        | 1 января 2001 года    | ратифицировало |
| Мадагаскар                        | 16 сентября 1999 года                    | 1 марта 2000 года     | ратифицировало |
| Македония                         | 9 сентября 1998 года                     | 1 марта 1999 года     | присоединилось |
| Малави                            | 13.8.[[ год\|]]                          | 1 марта 1999 года     | ратифицировало |
| Малайзия                          | 22 апреля 1999 года                      | 1 октября 1999 года   | ратифицировало |
| Мали                              | 2 июня 1998 года                         | 1 марта 1999 года     | ратифицировало |
| Мальдивы                          | 7 сентября 2000 года                     | 1 марта 2001 года     | ратифицировало |
| Мальта                            | 7 мая 2001 года                          | 1 октября 2001 года   | ратифицировало |
| Мексика                           | 6 сентября 1999 года                     | 1 марта 1999 года     | ратифицировало |
| Мозамбик                          | 25 августа 1998 года                     | 1 марта 1999 года     | ратифицировало |
| Молдавия                          | 8 сентября 2000 года                     | 1 марта 2001 года     | ратифицировало |
| Монако                            | 17 ноября 1998 года                      | 1 мая 1999 года       | ратифицировало |
| Намибия                           | 21 сентября 1998 года                    | 1 марта 1999 года     | ратифицировало |
| Науру                             | 7 августа 2000 года                      | 1 февраля 2001 года   | присоединилось |
| Нигер                             | 23 марта 1999 года                       | 1 сентября 1999 года  | ратифицировало |
| Нигерия                           | 27 сентября 2001 года                    | 1 марта 2002 года     | присоединилось |
| Нидерланды                        | 12 апреля 1999 года                      | 1 октября 1999 года   | присоединилось |
| Никарагуа                         | 30 ноября 1998 года                      | 1 мая 1999 года       | ратифицировало |
| Ниуэ                              | 15 апреля 1998 года                      | 1 марта 1999 года     | ратифицировало |
| Новая Зеландия                    | 27 января 1999 года                      | 1 июля 1999 года      | ратифицировало |
| Норвегия                          | 9 июля 1998 года                         | 1 марта 1999 года     | ратифицировало |
| Оман                              |                                          | 20 августа 2014 года  | присоединилось |
| Палау                             | 19 ноября 2007 года                      | 1 мая 2008 года       | присоединилось |
| Панама                            | 7 октября 1998 года                      | 1 апреля 1999 года    | ратифицировало |
| Папуа — Новая Гвинея              | 28 июня 2004 года                        | 1 декабря 2004 года   | присоединилось |
| Парагвай                          | 13 ноября 1998 года                      | 1 мая 1999 года       | ратифицировало |
| Перу                              | 17 июня 1998 года                        | 1 марта 1999 года     | ратифицировало |
| Польша                            | 4 декабря 1997 года                      | 27 декабря 2012 года  | ратифицировало |
| Португалия                        | 19 февраля 1999 года                     | 1 августа 1999 года   | ратифицировало |
| Руанда                            | 8 июня 2000 года                         | 1 декабря 2000 года   | ратифицировало |
| Румыния                           | 30 ноября 2000 года                      | 1 мая 2001 года       | ратифицировало |
| Сальвадор                         | 27 января 1999 года                      | 1 июля 1999 года      | ратифицировало |
| Самоа                             | 23 июля 1998 года                        | 1 марта 1999 года     | ратифицировало |
| Сан-Марино                        | 18 марта 1998 года                       | 1 марта 1999 года     | ратифицировало |
| Сан-Томе и Принсипи               | 31 марта 2003 года                       | 1 сентября 2003 года  | ратифицировало |
| Сейшелы                           | 2 июня 2000 года                         | 1 декабря 2000 года   | ратифицировало |
| Сенегал                           | 24 сентября 1998 года                    | 1 марта 1999 года     | ратифицировало |
| Сент-Винсент и Гренадины          | 1 августа 2001 года                      | 1 февраля 2002 года   | ратифицировало |
| Сент-Китс и Невис                 | 2 декабря 1998 года                      | 1 июня 1999 года      | ратифицировало |
| Сент-Люсия                        | 13 апреля 1999 года                      | 1 октября 1999 года   | ратифицировало |
| Сербия                            | 18 сентября 2003 года                    | 1 апреля 2004 года    | присоединилось |
| Словакия                          | 25 февраля 1999 года                     | 1 августа 1999 года   | присоединилось |
| Словения                          | 27 октября 1998 года                     | 1 апреля 1999 года    | ратифицировало |
| Соломоновы Острова                | 26 января 1999 года                      | 1 июля 1999 года      | ратифицировало |
| Сомали                            |                                          | 16 апреля 2012 года   | ратифицировало |
| Судан                             | 13 октября 2003 года                     | 1 апреля 2004 года    | ратифицировало |
| Суринам                           | 23 мая 2002 года                         | 1 ноября 2002 года    | ратифицировало |
| Сьерра-Леоне                      | 25 апреля 2001 года                      | 1 октября 2001 года   | ратифицировало |
| Таджикистан                       | 12 октября 1999 года                     | 1 апреля 2000 года    | присоединилось |
| Таиланд                           | 27 ноября 1998 года                      | 1 мая 1999 года       | ратифицировало |
| Танзания                          | 13 ноября 2000 года                      | 1 мая 2001 года       | ратифицировало |
| Тимор-Лесте                       | 7 мая 2003 года                          | 1 ноября 2003 года    | присоединилось |
| Того                              | 9 марта 2000 года                        | 1 сентября 2000 года  | ратифицировало |
| Тринидад и Тобаго                 | 27 апреля 1998 года                      | 1 марта 1999 года     | ратифицировало |
| Тувалу                            |                                          | 13 сентября 2011 года | ратифицировало |
| Тунис                             | 9 июля 1999 года                         | 1 января 2000 года    | ратифицировало |
| Туркменистан                      | 19 января 1998 года                      | 1 марта 1999 года     | ратифицировало |
| Турция                            | 25 сентября 2003 года                    | 1 марта 2004 года     | присоединилось |
| Уганда                            | 25 февраля 1999 года                     | 1 августа 1999 года   | ратифицировало |
| Украина                           | 27 декабря 2005 года                     | 1 июня 2006 года      | ратифицировало |
| Уругвай                           | 7 июня 2001 года                         | 1 декабря 2001 года   | ратифицировало |
| Фиджи                             | 10 июня 1998 года                        | 1 марта 1999 года     | ратифицировало |
| Филиппины                         | 15 февраля 2000 года                     | 1 августа 2000 года   | ратифицировало |
| Финляндия                         |                                          | 9 января 2012 года    | присоединилось |
| Франция                           | 23 июля 1998 года                        | 1 марта 1999 года     | ратифицировало |
| Хорватия                          | 20 мая 1998 года                         | 1 марта 1999 года     | ратифицировало |
| Центрально-Африканская Республика | 8 ноября 2002 года                       | 1 мая 2003 года       | присоединилось |
| Чад                               | 6 мая 1999 года                          | 1 ноября 1999 года    | ратифицировало |
| Черногория                        | 23 октября 2006 года                     | 1 апреля 2007 года    | присоединилось |
| Чехия                             | 26 октября 1999 года                     | 1 апреля 2000 года    | ратифицировало |
| Чили                              | 10 сентября 2001 года                    | 1 марта 2002 года     | ратифицировало |
| Швеция                            | 30 ноября 1998 года                      | 1 мая 1999 года       | ратифицировало |
| Швейцария                         | 24 марта 1998 года                       | 1 марта 1999 года     | ратифицировало |
| Шри Ланка                         |                                          | 13 декабря 2017 года  | присоединилось |
| Эквадор                           | 29 апреля 1999 года                      | 1 октября 1999 года   | ратифицировало |
| Экваториальная Гвинея             | 16 сентября 1998 года                    | 1 марта 1999 года     | присоединилось |
| Эритрея                           | 27 августа 2001 года                     | 1 февраля 2002 года   | присоединилось |
| Эсватини                          | 22 декабря 1998 года                     | 1 июня 1999 года      | ратифицировало |
| Эстония                           | 12 мая 2004 года                         | 1 ноября 2004 года    | присоединилось |
| Эфиопия                           | 17 декабря 2004 года                     | 1 июня 2005 года      | ратифицировало |
| ЮАР                               | 26 июня 1998 года                        | 1 марта 1999 года     | ратифицировало |
| Южный Судан                       |                                          | 11 ноября 2011 года   | ратифицировало |
| Ямайка                            | 17 июля 1998 года                        | 1 марта 1999 года     | ратифицировало |
| Япония                            | 30 сентября 1998 года                    | 1 марта 1999 года     | присоединилось |

## Страны, подписавшие, но не ратифицировавшие конвенцию
| Страна             | Подписание          |
| ------------------ | ------------------- |
| Маршалловы Острова | 4 декабря 1997 года |

## Страны, не подписавшие конвенцию
| Государство       |
| ----------------- |
| Азербайджан       |
| Армения           |
| Бахрейн           |
| Вьетнам           |
| Грузия            |
| Египет            |
| Индия             |
| Иран              |
| Израиль           |
| Казахстан         |
| Кыргызстан        |
| Китай             |
| КНДР              |
| Республика Корея  |
| Куба              |
| Лаос              |
| Ливан             |
| Ливия             |
| Марокко           |
| Микронезия        |
| Монголия          |
| Мьянма            |
| Непал             |
| ОАЭ               |
| Пакистан          |
| Россия            |
| Саудовская Аравия |
| Сингапур          |
| Сирия             |
| США               |
| Тонга             |
| Узбекистан        |

### США
США не подписали и не ратифицировали Оттавский договор, но стали одним из основных спонсоров проводимого в рамках договора разминирования. В 2014 году президент США Барак Обама запретил использование американскими вооруженными силами противопехотных мин на всей территории Земли (кроме Кореи), но в 2020 году его преемник Дональд Трамп этот запрет отменил.

### Россия
Россия не присоединилась к Оттавской конвенции. МИД России объяснил это тем, что «противопехотные мины остаются эффективным и малозатратным средством обеспечения безопасности российских границ».
ВС РФ по-прежнему имеют на вооружении все типы противопехотных мин советско-российского производства. На западе Европейской части России со времён Второй мировой войны до сих пор не обезврежены как советские, так и германские противопехотные мины, которые периодически наносят ущерб и вызывают гибель гражданского населения в местах срабатывания. Также противопехотные мины советского производства использовались противоборствующими сторонами во время двух российско-чеченских войн.